# NGC 682
NGC 682 (również PGC 6663) – galaktyka eliptyczna (E-S0), znajdująca się w gwiazdozbiorze Wieloryba. Odkrył ją William Herschel 30 grudnia 1785 roku.